# Panafrikanisches Parlament
Das Panafrikanische Parlament (englisch Pan-African Parliament, oft auch kurz: PAP) ist ein parlamentarisches Organ der Afrikanischen Union (AU) mit 255 Abgeordneten aus allen Mitgliedstaaten.

## Organisation
Das Panafrikanische Parlament wurde im März 2004 errichtet. Seine Einrichtung war bereits 1991 im Artikel 7 des Abuja-Vertrags der OAU zur beabsichtigten Gründung der Afrikanischen Wirtschaftsgemeinschaft enthalten.
Das Panafrikanische Parlament bestand anfangs aus 202 Vertretern von 41 der insgesamt 53 Mitgliedstaaten der AU. 2008 gehörten ihm Vertreter von 47 Mitgliedstaaten an, die jeweils 5 Mitglieder in das Parlament entsandten. 2018 sind es Mitglieder aus allen 55 Mitgliedstaaten der AU. Die AU beschloss im Juli 2004 auf einem Gipfeltreffen in Addis Abeba, dass das Panafrikanische Parlament zweimal im Jahr in der südafrikanischen Ortschaft Midrand im Norden der Metropolgemeinde City of Johannesburg tagen soll. Es kann jedoch auf Einladung auch an anderen Orten tagen, so zum Beispiel bei der ersten Sitzung des fünften Parlamentes am 22. Oktober 2018 im Kigali Convention Centre in Ruanda.
Präsident des Panafrikanischen Parlaments ist seit dem 29. Juni 2022 der Simbabwer Fortune Charumbira, der auch Vertreter für das südliche Afrika ist.

## Befugnisse
Das Parlament verfügt bislang über keine Gesetzgebungsbefugnisse, sondern hat lediglich eine beratende Funktion. 2010 sollten Legislativbefugnisse hinzukommen, was jedoch bisher nicht geschah. 2014 wurde ein Protokoll auf den Weg gebracht, das die Befugnisse des Parlaments ausweiten soll, das Malabo Protocol. Es tritt 30 Tage, nachdem eine einfache Mehrheit der Mitgliedstaaten das Protokoll ratifiziert hat, in Kraft. Um dieses Ziel zu erreichen, sind 28 Staaten nötig, bisher haben 14 das Protokoll ratifiziert (Stand: Juni 2022).

## Zielsetzungen
Das Parlament hat die Aufgabe, die Politik und die Ziele der AU umzusetzen. Es soll die Menschenrechte und die Demokratie in Afrika fördern, Bedingungen für Frieden, Sicherheit, Stabilität, Zusammenarbeit und Entwicklung schaffen, die Eigenständigkeit und den Wirtschaftsaufschwung sowie den Gemeinsinn unter den afrikanischen Völkern voranbringen und sicherstellen, dass die Mitgliedstaaten die Vorgaben für Good Governance einhalten. Zudem soll es die afrikanische Bevölkerung über diese Zielsetzungen informieren und mit den regionalen Wirtschaftsgemeinschaften zusammenarbeiten.

## Legislaturperioden
Bisher gab es fünf Legislaturperioden. Die Erste war von 2004 bis 2009, die Zweite von 2009 bis 2012, die Dritte von 2012 bis 2015, die Vierte von 2015 bis 2018 und die Fünfte startete 2018.

## Ausschüsse
2004 wurde in Addis Abeba zusätzlich die Einrichtung von zehn permanenten Ausschüssen des Panafrikanischen Parlaments, die sich mit verschiedenen Lebensbereichen in Afrika befassen sollen, beschlossen:
- Ausschuss für Agrarwirtschaft, Ackerbau, Bodenschätze und Umwelt
- Ausschuss für Geld- und Finanzangelegenheiten
- Ausschuss für Handels-, Zoll- und Einwanderungsangelegenheiten
- Ausschuss für Zusammenarbeit, Internationale Beziehungen und Konfliktbewältigung
- Ausschuss für Transport, Industrie, Kommunikation, Energie, Wissenschaft und Technologie
- Ausschuss für Gesundheit, Arbeit und Sozialordnung
- Ausschuss für Bildung, Kultur, Tourismus und Personal
- Ausschuss für Geschlechter, Familie, Jugend und Menschen mit Erwerbsunfähigkeiten
- Ausschuss für Justizwesen und Menschenrechte
- Ausschuss für Regeln, Privilegien und Disziplin